# Antarchaea silona
Antarchaea silona là một loài bướm đêm trong họ Noctuidae.